# Campylaspis verrucosa
Campylaspis verrucosa is een zeekommasoort uit de familie van de Nannastacidae. De wetenschappelijke naam van de soort werd in 1866 voor het eerst geldig gepubliceerd door Georg Ossian Sars.